# بات هيرد
بات هيرد (بالإنجليزية: Pat Heard)‏ (17 مارس 1960 في المملكة المتحدة - ) هو معلق رياضي ولاعب كرة قدم بريطاني في مركز الدفاع. لعب مع أستون فيلا وشيفيلد وينزداي وكارديف سيتي ونادي إيفرتون ونادي روذرهام يونايتد ونادي ميدلزبره ونيوكاسل يونايتد وهال سيتي وفريق بروناي ‏.

## وصلات خارجية
- بات هيرد على موقع قاعدة بيانات كرة القدم.إي يو (الإنجليزية)
- بات هيرد على موقع عالم كرة القدم.نت (الإنجليزية)